# 걷는잎개구리
걷는잎개구리(영어: common walking leaf frog, 학명: Phyllomedusa burmeisteri 필로메두사 부르메이스테리[*])는 브라질의 대서양림 바이옴에 서식하는 잎개구리의 일종이다.
몸집에 성적 이형이 있다. 수컷의 평균 신장은 63.4 ± 4.5 밀리미터이고, 암컷의 평균 신장은 76.7 ± 3.2 밀리미터로 암컷이 훨씬 더 크다.